# Praxillinicola kroyeri
Praxillinicola kroyeri is een eenoogkreeftjessoort uit de familie van de Praxillinicolidae. De wetenschappelijke naam van de soort is voor het eerst geldig gepubliceerd in 1885 door McIntosh.